# قرية خمر
 خمر  (بالفارسية: روستاى خمر ) قرية صغيرة تـتبع بلدة جناح (بالفارسية: بخش جناح ) من توابع مدينة بستك وتقع في محافظة هرمزگان في جنوب غرب إيران.إحدى قرى « إقليم فرامرزان».

## حدود قرية خمر
حدود قرية خمر: من الشمال دهنو قلندران، ومن الجنوب دهنو خواجه، ومن الغرب قرية عالي أحمدان، ومن الشرق تنتهي بـقرية هنكويه.

## السكان
يبلغ عدد سكان هذه القرية حسب تعداد السكان لعام 2006 للميلاد، (89) نسمه تشكل (20) عائلة، من أهل السنة والجماعة وعلى المذهب الشافعي. يتكلمون اللغة الفارسية باللهجة المحلية، القرية بها مسجد، ومدرسة ابتدائية صغيرة، وبرك لحفظ مياه الأمطار، إذا سالت الأودية أيام هطول الأمطار الموسمية، و100 نخلة مثمرة.

## مهنة سكان القرية
يمتهن سكان القرية بمهنة تربية المواشي والأغنام، والزراعة، أراضيهم خصبة، وتزرع فيها البر والشعير.

## وصلات خارجية
- التقسيمات الادارية لمحافظة هرمزگان